# 華存禮
華存禮（16世紀—16世紀），字泰峯，湖廣武昌府興國州人，明朝政治人物。

## 生平
華存禮是歲貢華春盛之子，嘉靖四十三年（1564年）中舉人，授桃源知縣，他愛民如子，引進淮河水灌溉民田，人民感恩而為他在河上興建生祠，門前對聯寫上：「千年會合黃淮水，萬姓瞻依華泰峯。」入朝擔任戶部主事，累陞員外郎、外轉臨安知府、永昌知府，萬曆三十一年（1603年）陞雲南騰衝道兵備副使，萬曆三十五年（1607年）吏部考察以罷軟而致仕，八十六歲去世，入祀鄉賢祠。

## 引用
1. 1 2  光緒《興國州志·卷二十·人物志》：華存禮，字泰峯，春盛子，嘉靖四十三年舉人，初知南直隸桃源縣，愛民如子，引淮水溉民田，民德之作生祠於河上，署聯云：「千年會合黃淮水，萬姓瞻依華泰峯」 舊志 行取戶部主事，累陞員外郎、雲南大理府【臨安府】知府、金騰道兵備副使、布政使司署巡撫，七十一致仕，八十六卒 見存禮墓碑 ，祀鄉賢祠。
2. ↑  《明神宗顯皇帝實錄·卷三百八十三》：（萬曆三十一年四月戊申）以永昌知府華存禮為雲南副使，整飭騰衝等處兵備。
3. ↑  《明神宗顯皇帝實錄·卷四百二十九》：（萬曆三十五年正月）己卯吏部以考察報成……其坐罷軟者三人：溫州知府陳公相、雲南副使華存禮、岳州同知霍藎臣……